# 宮野久美子
宮野 久美子（みやの くみこ、1971年12月13日 - ）は、日本の元アイドルであり、現在は中京広域圏で活動するローカルタレント。岡田プランニング (AL WAYS PROMOTION) 所属。
愛知県豊橋市出身。日出女子学園高校卒業。身長165cm。

## 経歴
- 1986年8月10日からフジテレビ『夕やけニャンニャン』とのタイアップで行われた「ミス・セブンティーンコンテスト」にて特別賞を受賞し、おニャン子クラブの中学生版であるおニャン子クラブB組3番となる（同時にB組1番吉見美津子、B組2番杉浦美雪（後の杉浦未幸）、B組4番冨永浩子も合格している）。後に、母親が芸能活動を強硬に反対しており、スタッフが何度も実家に出向いて説得したと明かしている。
- 翌1987年4月に高校進学をしたのと同時に、おニャン子クラブの会員番号51番へと昇格した。8月31日におニャン子クラブが解散し、9月20日のファイナルコンサートに出演。複数の芸能事務所からの誘いもあったが、家族の意向で高校卒業後は地元の愛知県に帰郷して、地元の一般企業に就職する。
- モデルなどで雑誌に登場後、1993年に山中由美子、青木めぐみと共にアイドルグループ「KISS」を結成し、『グランパスエイトデイズアウィーク』（名古屋グランパスエイト応援ソング）でデビュー。CBCテレビ『ミックスパイください』のレギュラー出演など名古屋を中心に活動するようになり、その後再びシングルを出して解散。
- 現在は[いつ?]、1999年にFM番組がキッカケで森千香子、山田裕美子と共にローカルユニット「KUMI with TOP'S」を結成。その傍らで地元のラジオのパーソナリティをするなど、現在も[いつ?]芸能活動中である。
- 2002年、おニャン子クラブ再結成シングル「ショーミキゲン」が発売。レコーディングには不参加であったが、『FNS歌謡祭』や『HEY!HEY!HEY! MUSIC CHAMP』などの出演時にはメンバーとして参加した。2003年に17番の城之内早苗が『森田一義アワー 笑っていいとも!』のテレフォンショッキングに出演した際、お祝いの電報を贈っている。
- 同じくB組から昇格した杉浦未幸とともに現在まで[いつ?]芸能活動を続けているため、日本テレビ『あの人は今!?』ほか1980年代の元アイドルが集合する番組・企画に元おニャン子クラブとして出演する機会が他のメンバーより比較的多い[独自研究?]。ローカルユニットの頃から現在[いつ?]に至るまで、「私の目標は今でもずっとおニャン子クラブ」とよく発言している。また現在は[いつ?]MC業を本格的にやりたいという意向もある。
- 2010年、サントリーフーズ「BOSS 贅沢微糖」TVCM第8弾「贅沢銀行」篇でおニャン子クラブの限定復活に参加した。
- 2006年から愛知県豊橋市にあるベルアンジュールという結婚式場にて、1か月に10本以上の総司会を担当するほどの人気ぶりで、顧客から「宮野さんに頼んでよかった」との反響がある。

## 出演

### テレビ番組
- 夕やけニャンニャン（1986年、フジテレビ）
- コケコッコー（1994年、名古屋テレビ）
- オジャマンないと!（1994年、名古屋テレビ）
- ミックスパイください（1994年、CBCテレビ）
- Viva!サッカー（1994年、中京テレビ）
- パチンコNOW（1995年、CBCテレビ）
- グランパスExpress（1997年、東海テレビ） - スポーツキャスター
- ぴーかんテレビ 元気がいいね！（2001年、東海テレビ） - セミレギュラー
- FNS歌謡祭（2002年、フジテレビ） - おニャン子クラブとして出演。
- HEY!HEY!HEY! MUSIC CHAMP（2002年、フジテレビ） - おニャン子クラブとして出演。
- Dream STAGE（2003年、フジテレビ）
- アグレッシブですけど、何か?（2010年、広島ホームテレビ） - 第3回ローカルMCサミットで愛知県代表ローカルMCとして出演。

### ラジオ番組
- 平日天国（1994年、CBCラジオ）
- KISSのおしゃべりだ〜いすき（1995年、FM AICHI）
- ハーさんのV-POP Station（1999年、FM三重） - パーソナリティ
- パラダイスカフェ（2000年、FM三重） - パーソナリティ
- 久美と知恵のSweet Afternoon（2002年、FM三重） - パーソナリティ

### ポスター
- BOBSONジーンズ（1992年）

### CM
- キルメスNAGOYA（1993年、東海テレビ）
- 花キューピット 全国イメージキャラクター（1995年、JFTD）
- BOSS 贅沢微糖「贅沢銀行」篇（2010年、サントリーフーズ）

### イベント
- Jリーグ公式戦（SUNTORYシリーズ）ホームゲームオープニングセレモニー（1994年）

## 音楽

### シングル
KISS 名義
- グランパスエイトデイズアウィーク（1993年、テイチクレコード） - Jリーグ・名古屋グランパスエイト応援ソング
- 勝利への道（1994年、テイチクレコード） - グランパスエイトのオフィシャルサポーターズソング
- Chance（1995年） - 『パチンコNOW』エンディングテーマ

## 書籍

### 雑誌
- FRIDAY（1992年、講談社） - 表紙。
- ビッグコミック（1992年、小学館） - 表紙。
- アパートニュース（1992年、アパートニュース出版） - 表紙。
- GURN（1999年） - エッセー掲載。